# Halectinosoma paradistinctum
Halectinosoma paradistinctum är en kräftdjursart som beskrevs av Soyer 1972. Halectinosoma paradistinctum ingår i släktet Halectinosoma och familjen Ectinosomatidae. Inga underarter finns listade i Catalogue of Life.